# Buphthalmum speciosissimum
Buphthalmum speciosissimum es una especie de planta fanerógama perteneciente a la familia de las asteráceas. Se encuentra en Sudáfrica.

## Descripción
Es una planta perenne con rizomas que puede alcanzar hasta 2 a 6 dm de altura. El tallo es erecto, simple y con pelo rizado. Las hojas son enteras en forma oblanceolada (sobre todo las inferiores) y con los márgenes dentados y ápice obtuso/agudo, también tienen una textura de cuero. La superficie inferior está cubierta por nervios prominentes. Las hojas a lo largo del tallo están en disposición alterna; las superiores son más pequeñas. La inflorescencia está formada por una sola cabeza (rara vez 2). La estructura de las cabezas de las flores es típico de las asteráceas: las exteriores liguladas de color amarillo brillante, y las interiores tubulares color amarillo oscuro. 

## Taxonomía
Buphthalmum speciosissimum fue descrita por Carlos Linneo y publicada en Systema Naturae, ed. 12 2: 569, en 1767.

#### Etimología
Véase: Buphthalmum
speciosissimum: epíteto latino que significa "muy llamativa".